# Штольтенберг
Штольтенберг (нім. Stoltenberg) — громада в Німеччині, розташована в землі Шлезвіг-Гольштейн. Входить до складу району Плен. Складова частина об'єднання громад Пробстай.
Площа — 7,78 км2. Населення становить 326 ос. (станом на 31 грудня 2020).